# IC 4289
IC 4289 ist eine elliptische Galaxie vom Hubble-Typ E? im Sternbild Wasserschlange. Sie ist schätzungsweise 459 Millionen Lichtjahre von der Milchstraße entfernt.

Im selben Himmelsareal befinden sich u. a. die Galaxien PGC 760221, PGC 757659, PGC 757818, IC 4288.
Das Objekt wurde am 4. Mai 1904 von Royal Harwood Frost.